# Gare de Shin-Iizuka
La gare de Shin-Iizuka (新飯塚駅, Shin-Iizuka-eki) est une gare ferroviaire de la ville d'Iizuka, dans la préfecture de Fukuoka au Japon. Elle est exploitée par la compagnie JR Kyushu.

## Situation ferroviaire
La gare de Shin-Iizuka est située au point kilométrique (PK) 37,6 km de la ligne principale Chikuhō. Elle marque le début de la ligne Gotōji.

## Histoire
La gare a été inaugurée le 15 juin 1902.

## Service des voyageurs

### Accueil
La gare dispose d'un bâtiment voyageurs ouvert tous les jours, avec des guichets et des automates pour l'achat de titres de transport.

### Desserte
- Ligne principale Chikuhō (Ligne Fukuhoku Yutaka) :
  - voie 1 : direction Orio et Kurosaki
  - voie 2 : direction Keisen et Hakata

- Ligne Gotōji :
  - voie 3 : direction Tagawa-Gotōji